# Còdex Ixtlilxóchitl

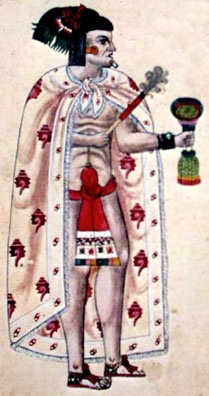
Ixtlilxóchitl I, Còdex Ixtlilxóchitl, foli 107

El Còdex Ixtlilxóchitl és un calendari ritual de l'any 1550, procedent de Ciutat de Mèxic, el qual esmenta les principals festivitats i cerimònies que se celebraven a la Gran piràmide de Tenochtitlán. Aquest còdex es basa en el sistema Xiuhpohualli (calendari asteca), que es compon de 365 dies, dividits en 18 mesos de 20 dies cadascú més un període addicional de cinc dies a la fi de l'any. Cada festivitat està descrita amb un pictograma: un animal, una construcció o ofrenes i una pintura dels governants de Texcoco pertanyents al tetzcocà Fernando de Alva Ixtlilxóchitl (1578-1650) i dessota cada festivitat hi ha una petita explicació o traducció del pictograma feta pel mateix Fernando de Alva Ixtlilxóchitl en espanyol.

## Característiques
El Còdex Ixtlilxóchitl es compon de tres fragments d'un volum major integrat per textos de diferents orígens i independents, pertanyents al tetzcocà Fernando de Alva Ixtlilxóchitl (1578-1650) i a Carlos de Sigüenza y Góngora.
La primera part conté 11 folis, tots amb textos explicatius en espanyol, relacionats amb els ritus del calendari civil de 18 mesos, amb les cerimònies religioses i amb les deïtats. Ara sembla que aquesta secció és una còpia d'un document perdut, a causa dels grans paral·lelismes continguts en el Còdex Magliabecchiano i el Còdex Tudela. La segona part consta de 6 fulls de paper europeu, i conté pintures de molt alta qualitat dels governants de Texcoco, dibuixos del Temple Major, del déu Tlàloc i sobre la població autòctona.
La tercera part consta de 10 folis escrits pel mateix Fernando de Alva Ixtlilxóchitl i és producte d'una còpia de l'obra de Bernardino de Sahagún, les quals narren de nou les 18 vintenes de l'any nahua. Aquesta part fou escrita a mà pel mateix Fernando de Alva Ixtlilxochitl, el qual intenta d'establir una correlació entre el Tonalpohualli i el calendari europeu.

## Història
El còdex pertangué al famós cronista tetzcocà Fernando de Alva Ixtlilxóchitl (1578-1650), autor de la Història de la nació chichimeca i altres importants relacions històriques que descriuen el passat amerindi de la regió Tetzcoco-Aculhua abans de la invasió espanyola. El document, però, tal com hui el coneixem, és el resultat de la recopilació de diversos manuscrits: les tres parts que hui el conformen són a penes tres fragments d'un volum major integrat per diferents textos que van pertànyer al mateix Ixtlilxóchitl i a Carlos de Sigüenza y Góngora.
La primera part se'n compon d'11 folis pintats per tots dos costats que tenen textos i glifs relatius als déus, cerimònies i ritus del calendari civil de 18 “mesos” o vintenes. Aquesta secció de l'Ixtlilxóchitl deu ser còpia d'un document hui extraviat, perquè revela un gran paral·lelisme amb el Còdex Magliabecchiano, el Còdex Tudela i altres documents de l'època, per la qual cosa degueren ser diferents còdexs els que es van fer a partir del manuscrit que va servir-ne de font. La segona part del Còdex Ixtlilxóchitl es compon de sis fulls en paper europeu que contenen pintures dels governants de Tetzcoco i dibuixos del déu Tlàloc i del Temple Major. Segons Patrick Lesbre (1998), les imatges dels senyors tetzcocans es poden relacionar amb les obres de Francisco Hernández, perquè les làmines religioses foren preses per Fernando de la narració històrica de Juan Bautista Pomar (1582), i copiades al Segle XVIII per Veitia (Doesburg, 1996).
La tercera part està formada per deu fulls escrits per Fernando de Alva Ixtlilxóchitl, i són una còpia que ell mateix va realitzar de l'obra de Bernardino de Sahagún.
“La col·lecció sencera de manuscrits originals, còpies i còdexs que havia aconseguit reunir Ixtlilxóchitl per a escriure les seues obres històriques, passaren, quan va morir el 1650, a mans del seu fill. Luis de Alva Cortés conservà tots els papers de son pare fins que va morir el 1681, i llavors la col·lecció anà a parar a Sigüenza y Góngora, que havia mantingut una estreta amistat amb el fill de l'historiador tetzcocà.”
Notable historiador, poeta, astrònom i matemàtic, Sigüenza y Góngora conservà aquests còdexs i documents fins a la seua mort, el 1700 i deixà com a hereva dels seus manuscrits la biblioteca del Col·legi Màxim de Sant Pere i Sant Pau de l'orde jesuïta de Ciutat de Mèxic. El Còdex Ixtlilxóchitl, i la resta de la col·lecció, va romandre en aquesta biblioteca fins que el va replegar l'humanista italià Lorenzo Boturini Benaduci (1702-1755) durant les seues perquisicions per a recopilar manuscrits històrics.
La col·lecció de Boturini era tan important que involucrà dos virreis: Pedro de Cebrián y Agustín, que la va confiscar perquè Boturini havia entrat il·legalment a la Nova Espanya, i el seu successor: Juan Francisco de Güemes, que la donà a l'antiquari Fernández de Echeverría y Veytia, que la demanà per als seus estudis. Arran de la seua defunció, passà a mans d'Antonio de León y Gama (1735-1802), i després als seus hereus. Ací la col·lecció es divideix. El còdex quedà en la part que va adquirir després el sacerdot José Pichardo i el 1827 Joseph Alexis Aubin. Més tard, el francés mexicà Eugène Goupil adquirí la col·lecció i més tard va passar a la Biblioteca Nacional de França (París), on el Còdex Ixtlilxóchitl roman fins ara.

## Publicació
Aquest document no es va publicar fins al 1971 per l'Akademische Druck-O Verlaganstalt, en la col·lecció de la qual Fontes Rerum Mexicanarum té el número 9 i està dividit en dues parts.
La primera consisteix en la reproducció exacta del document, per la qual cosa es presenten a color totes les làmines amb dibuixos; i la segona part en correspon a l'estudi de Jacqueline de Durand Forest.
La segona part conté 10 apartats: prefaci, introducció, història i data del document, estil de les pintures, descripció detallada del document, concordança del calendari mexica, quadres comparatius del Còdex Ixtlilxóchitl amb el Còdex Magliabechià i el Còdex Tudela, i en acabant, unes conclusions.